# クリストフ2世 (バーデン＝ローデマヒェルン辺境伯)
クリストフ2世（Christoph II. von Baden-Rodemachern, 1537年2月26日 - 1575年8月2日）は、バーデン＝ローデマヒェルン辺境伯（在位：1556年 - 1575年）。

## 生涯
バーデン＝バーデン辺境伯ベルンハルト3世とその妻のフランソワーズ・ド・リュクサンブールの間の次男として、父親の死後に生まれた。1556年に成人した際、バーデン＝バーデン辺境伯領の法に基づいて、兄のバーデン＝バーデン辺境伯フィリベルトより年金4000グルデンの受給資格と、ロレーヌ地方のロドマック（ドイツ語名ローデマヒェルン、現在のフランス領モゼル県の都市）を分封領として与えられ、分家のバーデン＝ローデマヒェルン辺境伯家の創設を許された。
クリストフ2世は兄から経済的に自立するとすぐにヨーロッパ諸国を旅する生活を始めた。1557年からはネーデルラントで暮らし、スペイン軍が上陸するまで滞在した。1561年にはスウェーデンに渡り、1564年にはスウェーデン王エリク14世の妹セシリアと結婚した。結婚後はしばらくロドマックに戻ってこの地に城を建設し、贅沢な生活を送った。翌1565年にイングランドのロンドン宮廷を訪れ、女王エリザベス1世から名誉ある待遇を受けた。しかしロンドンで贅沢な暮らしを送って膨大な借金を作り、1566年には債権者に追われて帰国もままならなくなり、エリザベス1世に借金の保証人になってもらって何とか帰国した。
1566年、クリストフ2世は母のフランソワーズからルクセンブルク地方のウゼルダンジュ（Useldange）、ペタンジュ（Pétange）、ルシー＝ル＝ヴィラージュ（Roussy-le-Village）を相続したが、これらの領地はクリストフ2世の止むことのない浪費と宗教騒乱の不安に苦しめられた。借金で首の回らなくなったクリストフ2世は、妻の母国スウェーデンに赴き、スウェーデン軍に加わってデンマークとの戦争に従軍し、義兄のスウェーデン王ヨハン3世から封土としてサーレマー島を与えられた。
1575年に38歳で死去し、長男のエドゥアルト・フォルトゥナートが後を継いだ。

## 子女
1564年11月11日にスウェーデン王女セシリアと結婚し、間に6人の息子をもうけた。
- エドゥアルト・フォルトゥナート（1565年 - 1600年） - バーデン＝ローデマヒェルン辺境伯、バーデン＝バーデン辺境伯
- クリストフ・グスタフ（1566年 - 1609年）
- フィリップ3世（1567年 - 1620年） - バーデン＝ローデマヒェルン辺境伯
- カール（1569年 - 1590年）
- ベルンハルト（1570年 - 1571年）
- ヨハン・カール（1572年 - 1599年）